# Amphimas
Amphimas, biljni rod iz porodice mahunarki kojemu pripada tri vrste drveća iz tropske Afrike
Staništa su mu guste tropske nizinske kišne šume i sezonski suhe šume i buš.

## Vrste
1. Amphimas ferrugineus Pierre ex Pellegr.
2. Amphimas pterocarpoides Harms
3. Amphimas tessmannii Harms